# Mark Anatol'evič Zacharov
Mark Anatol'evič Zacharov in russo Марк Анатольевич Захаров? (Mosca, 13 ottobre 1933 – Mosca, 28 settembre 2019) è stato un regista e sceneggiatore sovietico.

## Biografia
Fu autore di numerosi film, divenuti veri e propri classici del cinema sovietico.

## Filmografia parziale
- 1977 – Le 12 sedie
- 1978 – Un miracolo ordinario
- 1984 – Formula dell'amore
- 1988 – Ubit' drakona